# Wilhelm Riedl
Wilhelm Riedl (* 8. Juni 1895 in Oberpetersdorf, Oberpullendorf, Burgenland; † 31. Juli 1962 in Eisenstadt, Burgenland) war ein österreichischer Politiker (ÖVP).

## Leben
Nach dem Besuch der Volksschule und der Untermittelschule absolvierte er ein Lehrerseminar und darüber hinaus zwei Semester am Pädagogium in Budapest. 1914 wurde er zunächst Lehrer an der Knabenvolksschule in Deutschkreutz und nach einer dortigen Tätigkeit als Oberlehrer schließlich 1927 Leiter dieser Schule. Wegen seiner politischen Einstellung wurde er nach dem Anschluss Österreichs am 12. März 1938 festgenommen und befand sich mehrere Wochen in Haft.

## Politik
Nach dem Ende des Zweiten Weltkrieges wurde er am 19. Dezember 1945 Mitglied des Bundesrates. Zwischen dem 1. Juli und dem 31. Dezember 1946 war er Präsident des Österreichischen Bundesrats. Nach dem Ende der V. Gesetzgebungsperiode schied Wilhelm Riedl am 4. November 1949 aus dem Bundesrat aus.